# Jung Min Seo
Jung Min Seo, född 2002, är en svensk schackspelare som är Internationell mästare i schack. Han erhöll titeln 2020.
Seo blev svensk juniormästare 2017, nordisk mästare 2022 samt svensk mästare 2021 och 2025.
2020 vann Jung Min Seo Elitserien med sin dåvarande klubb Stockholms Schacksällskap. Sedan säsongen 2021/22 spelar Jung Min Seo för SK Rockaden och har vunnit Elitserien 2023, 2024 och 2025. 
Jung Min Seo tilldelades Sveriges Schackförbunds utmärkelse Schackgideon för året 2021.